# أحمد مشيمع (ألعاب القوى)
أحمد مشيمع لاعب بارالمبي بحريني متخصص في مسابقة دفع الجلة.
في دورة الألعاب البارالمبية الصيفية 2004 تنافس أحمد في كل لعبة دفع الجلة وحقق الميدالية الفضية. في دورة الألعاب البارالمبية الصيفية 2008 تنافس في دفع الجلة ورمي الرمح لكنه فشل في تكرار إنجاز عام 2004.